# 莫德拉

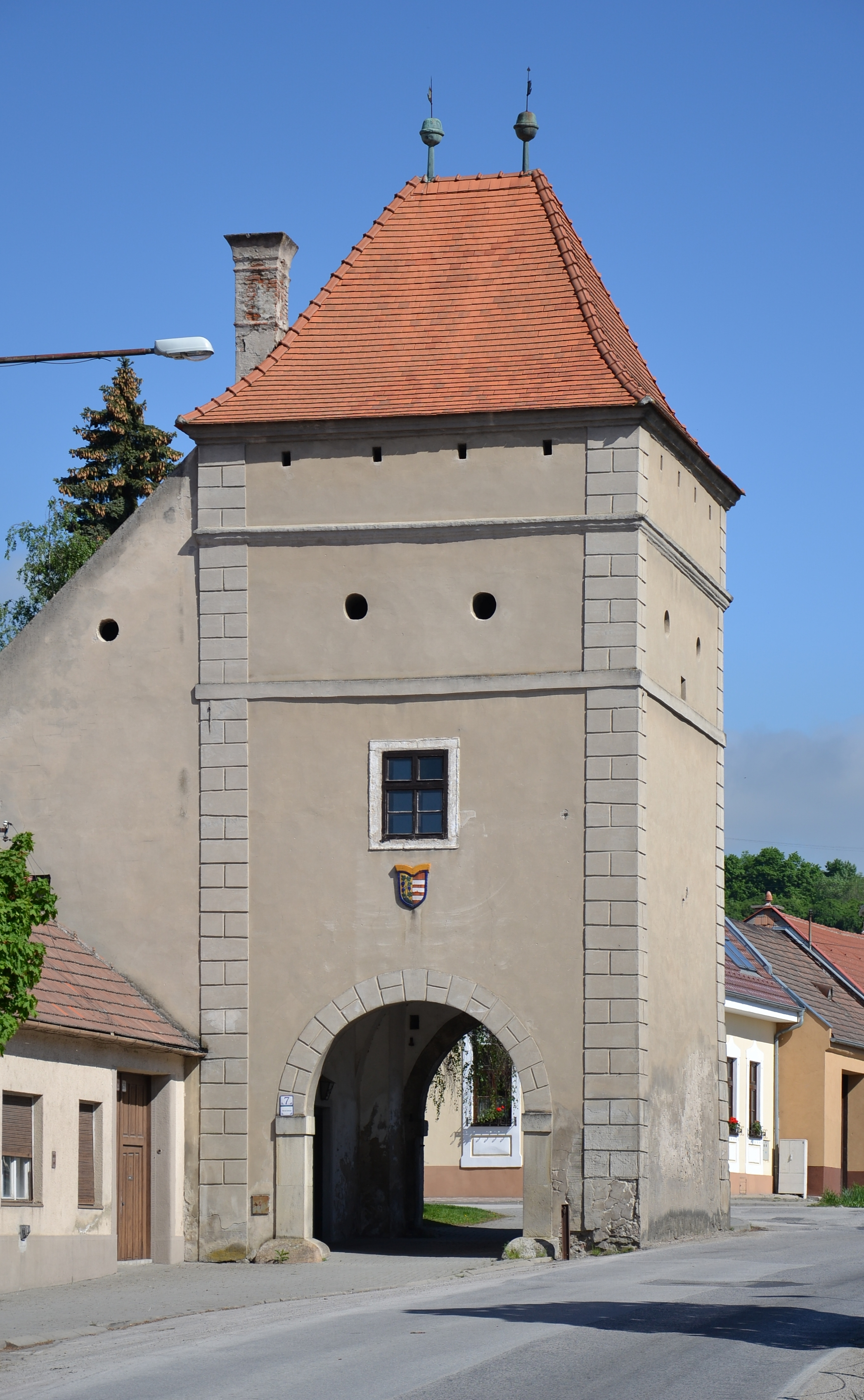

莫德拉是斯洛伐克布拉迪斯拉發州的城鎮，位於該國西部面積49.62平方公里，海拔高度175米，2005年人口8,704，其中五成居民信奉羅馬天主教。

## 外部連結
- Official website （页面存档备份，存于）
- Astronomical observatory （页面存档备份，存于）
- MODRA: Toronto Film Festival
- MODRA: Official site （页面存档备份，存于）